# Носов, Виталий Евгеньевич
Виталий Евгеньевич Носов (1 февраля 1968, Москва, РСФСР, СССР) — советский и российский баскетболист. Рост — 212 см. Играл на позиции центрового. Заслуженный мастер спорта России (1994).

## Биография
Выступал за саратовский Автодорожник (1990—1993).
В 1993 заключил контракт с клубом из Словении Олимпия.
В 1995—1997 играл за Динамо (Москва), потом сезон снова за «Олимпию».
В сезоне 1998/99 — игрок ЦСКА. В 1999 играл за Спортинг (Афины), в 1999—2000 — за турецкий Дарюшшафака.
В 2000—2003 выступал за БК «Химки».
По окончании карьеры — функционер. Работал менеджером в БК «Спартак-Приморье» (2006-?),.
С 2009 года тренер женской команды «Динамо-Москва».
С 2006 по 2013 год — выступал за команду ENJOY TEAM (экс-МИИТ) в Московской Баскетбольной Лиге.
Виталий Носов особенно был силён в защите, собирая много подборов и блок-шотов, однако неудачно исполнял штрафные броски.

## Достижения
- Серебряный призёр чемпионатов мира: 1994, 1998
- Серебряный призёр чемпионата Европы: 1993
- Бронзовый призёр чемпионата Европы: 1997
- Участник ОИ-1992 (4-е место)
- Чемпион Словении 1994, 1995, 1998
- Чемпион России 1999
- Обладатель Кубка Сапорты: 1994